# Isoetes melanospora
Isoetes melanospora är en kärlväxtart som beskrevs av Georg George Engelmann. Isoetes melanospora ingår i släktet braxengräs, och familjen Isoetaceae. Inga underarter finns listade i Catalogue of Life.